# بيتر دونوهو
بيتر دونوهو (بالإنجليزية: Peter Donohoe)‏ هو عازف بيانو بريطاني، ولد في 18 يونيو 1953 في مانشستر في المملكة المتحدة.

## وصلات خارجية
- بيتر دونوهو على موقع ميوزك برينز (الإنجليزية)
- بيتر دونوهو على موقع أول ميوزيك (الإنجليزية)
- بيتر دونوهو على موقع ديسكوغز (الإنجليزية)